# Монтейру Филью, Жеронимо
Жеронимо Монтейру Филью (порт. Jerônimo Monteiro Filho; 23 июля 1889, Сан-Паулу — 8 января 1962, Рио-де-Жанейро) — бразильский инженер и политик; сенатор в Эру Варгаса, в 1935—1937 годах.

## Биография
Жеронимо Монтейру Филью (Фильо) родился 23 июля 1889 года в городе Сан-Паулу в одноимённом штате Бразилии в семье бывшего депутата, сенатора и губернатора штата Эспириту-Санту. В апреле 1920 года он окончил высшую политехническую школу в Рио-де-Жанейро (сегодня — часть Федерального университета Рио-де-Жанейро) по специальности гражданское строительство. В 1921 году он отправился в путешествие по Европе, а в 1923 году — посетил США.
В начале 1935 года федеральное правительство страны предложило кандидатуру Монтейру Филью на должность сенатора от восточного штата Эспириту-Санту — в качестве «примирительной меры» после серии межпартийных конфликтов в регионе. В итоге он стал одним из двух сенатором от данного штата. Будучи избранным на восьмилетний срок в 37-й созыв бразильского сената, занимал свой пост неполные три года, с 1935 по 1937 год — поскольку в ноябре 1937 года президент Жетулиу Варгас организовал государственный переворот и основал централизованное государство Эстадо Ново (Estado Novo).
После падения режима Варгаса, в апреле 1945 года Монтейру Филью принимал участие в формировании партии «Национально-демократический союз» (União Democrática Nacional, UDN). Однако, после обнародования программы партии, разногласия по поводу её содержания привели к формированию группы «Демократических левых» (Esquerda Democrática), во временный комитет которых вошёл и Жеронимо Монтейру Филью. Демократические левые позже образовали отдельную Социалистическую партию Бразилии (PSB).
Монтейру Филью являлся членом Национального совета автомобильных дорог с июля 1952 года по январь 1962 года; также был инженером Центральной железной дороги Бразилии (Estrada de Ferro Central do Brasil) и профессором политехнической школы в Рио-де-Жанейро. Кроме того он состоял членом Инженерного клуба, Союза инженеров Рио-де-Жанейро, Бразильской ассоциации образования и Бразильского института культуры. Скончался в Рио-де-Жанейро 8 января 1962 года.

## Работы
- Estudos de estradas (1935)
- Construção de estradas (1941)
- Curso de estradas (3 volumes)
- Comprimento virtual
- A formação mental do Brasil
- Panoramas capixabas